# Aïn El Arbaa
Aïn El Arbaa (în arabă عين الاربعاء) este o comună din provincia Aïn Témouchent, Algeria.
Populația comunei este de 15.683 de locuitori (2010).